# Südliche Keltma
Die Südliche Keltma (russisch Южная Кельтма (Juschnaja Keltma)) ist ein linker Nebenfluss der Kama in der russischen Region Perm.
Die Südliche Keltma entspringt am Nordrussischen Landrücken.
Sie fließt im äußersten Norden der Region Perm in südlicher Richtung und mündet nach 172 km in die im Oberlauf nach Osten strömende Kama. 
15 km oberhalb der Mündung 
trifft ihr wichtigster Nebenfluss, der Timschor, von rechts auf den Fluss.
Die Südliche Keltma entwässert ein Areal von 5270 km². Sie wird in großem Maße von der Schneeschmelze gespeist.
Anfang November gefriert der Fluss in der Regel und bleibt bis Ende April eisbedeckt.
Der Flusslauf der Südlichen Keltma war früher über den Nord-Katharinenkanal mit der weiter im Norden verlaufenden Nördlichen Keltma verbunden, welche zum Einzugsgebiet des Weißen Meeres gehört.